# Вахур, Бритта
Бритта Вахур (эст.: Britta Vahur; род. 14 июля 1984, Таллин) — эстонская актриса театра и кино, модель.

## Биография
Родилась в 1984 году в Таллине, отец — водитель троллейбуса, мать — банковский работник.
В 2006 году окончила актёрский факультет Эстонская академия музыки и театра  (преподаватель курса Прийт Педаяс).
С 2006 — актриса Эстонского драматического театра в Таллине, где служит до сих пор.
В качестве приглашённой актрисы выступала на сценах театра «Эндла» и Городского театра Таллина.
Также с 2006 года начала сниматься в сериалах эстонского телевидения, затем в фильмах.

## Личная жизнь
Замужем за бизнесменом Алланом Солл с августа 2013 года, с которым состояла до брака в длительных отношениях с 2009 года, в браке две дочери.

## Фильмография (выборочно)
- 2006 — Хелена / Helena (Эстония) — Хелена
- 2006 — Опасный полёт / Ohtlik lend (Эстония) — Лотте / Мелли
- 2007 — Нож / Nuga (Эстония) — Карин
- 2007 — Георг / Georg (Россия, Эстония, Финляндия) — манекенщица
- 2021 — Жар-птица / Firebird (Эстония, Великобритания) - Катя
- 2023 — Миссис Чаттерджи против Норвегии / Mrs Chatterjee vs Norway - Матильда Магнус

## Пресса
- J. Muttika — Ere täht Britta // Eesti Ekspress, 5. oktoober 2006
- Britta Vahur: «Mulle meeldib tulistada!» // Õhtuleht , 21. august 2007
- Britta Vahur ja Allan Soll abiellusid // Õhtuleht , 29 August 2013